# Das Gewürz
Das Gewürz (Hindi: मिर्च मसाला, mirc masālā) ist ein indischer Spielfilm von Ketan Mehta aus dem Jahr 1986.

## Handlung
Der Film spielt im September 1941 in einem Dorf in Kathiawar.
Der örtliche „Subedar“, ein Steuereintreiber im kolonialen Indien, kommt mit seinen Leuten in ein Dorf geritten und stellt den Frauen nach, die gerade am See Wasser holen waren. Dabei wird er auf die selbstbewusste Sonbai aufmerksam, die ihm Wasser zu trinken gibt.
Im Dorf sind alle Erwachsenen bis auf den Dorflehrer ungebildete Analphabeten. Mit einer Mischung aus Angst und Respekt biedern sich die wichtigen Männer des Dorfes (Dorfvorsteher, Händler, Priester etc.) beim Steuereintreiber an. Sie dulden, dass dessen Männer Nahrung und Vieh aus dem Dorf rauben, und versuchen seine Bedürfnisse zufrieden zu stellen. Ihm zu Ehren wird am Abend ein Fest gefeiert. Eigentlich wollte der Steuereintreiber Sonbai für die Nacht haben, doch da sie einen Ehemann hat, muss er mit Lakhmi zum sexuellen Vergnügen Vorlieb nehmen, die ihm von einem Dorfbewohner zugeführt wird. Die Hoffnung des Dorfvorstehers, dass er dafür etwas von der Steuer für das Dorf erlassen würde, erfüllt sich am nächsten Tag nicht.
Am Tag der Ankunft des Steuereintreibers bekam Sonbais Mann Shankar ein Arbeitsangebot bei der Eisenbahn und verlässt am nächsten Tag das Dorf, so dass sie ohne männlichen Schutz auf sich allein gestellt ist. Am Tage passt der Steuereintreiber Sonbai ab, doch sie schlägt ihm für seine Avancen ins Gesicht. Verfolgt von den Gehilfen des Steuereintreibers flüchtet sie in die Chilifabrik des Dorfes, in der die Frauen Berge getrockneter Chilis zu Chilipulver mahlen. Der alte Wächter Abu Miyan verteidigt das Anwesen gegen die Verfolger. Mehrere Versuche, Sonbai zum Aufgeben und Abu Miyan zum Öffnen des Tores zu bewegen, scheitern.
Statt die Frauen des Dorfes zu verteidigen, gehorcht der Dorfvorsteher dem Willen des Steuereintreibers, hat aber kein Problem damit häusliche Gewalt gegen seine Frau anzuwenden, als sie die Tochter gegen seinen Willen zur Dorfschule schickt. Bei einem von ihm einberufenen Dorfrat wird die Auslieferung Sonbais beschlossen, einzig der Dorflehrer wendet ein, dass ein Nachgeben nur zu weiteren Forderungen des Steuereintreibers führen wird. Auch unter den Frauen in der Chilifabrik wendet sich die Stimmung gegen Sonbai; sie solle nachgeben und ihm zum Wohle des Dorfes gefügig sein.
Da die Bemühungen des Dorfvorstehers mit seinem Dorfrat ergebnislos blieben, lässt der Steuereintreiber das Fabrikgelände stürmen. Abu Miyan, der einzige Mann im Dorf mit dem Mut zu seinen Überzeugungen zu stehen, kommt dabei zu Tode. Als der Steuereintreiber die Fabrik betritt, um sich Sonbai zu holen, wird er von den Frauen mit frisch gemahlenem Chilipulver überschüttet. Schreiend vor Schmerzen sinkt er zu Boden.

## Hintergrund
Regisseur Mehta verfasste das Drehbuch gemeinsam mit Shafi Hakim nach einer Geschichte des Gujarati-Autors Chunilal Madiya (1922–1968). Die Dialoge schrieben Hriday Lani und Tripurari Sharma. Obwohl der Film in Hindi ist, benutzten sie Redewendungen und Ausdrucksweisen des Gujarati.

## Auszeichnungen
Bei den National Film Awards 1987 wurden dem Film drei Preise zugesprochen. Suresh Oberoi wurde als bester Nebendarsteller und Sanjiv Shah für den besten Schnitt ausgezeichnet. Den Preis für den besten Film in Hindi teilten sich der Regisseur Ketan Mehta und die National Film Development Corporation als Produzent. Daneben wurde Das Gewürz bester Film bei den Bengal Film Journalists’ Association Awards 1987.
Das Gewürz wurde 1987 auf dem Hawaii International Film Festival gezeigt und gewann den Hauptpreis als bester Spielfilm. Der Film war auch Wettbewerbsbeitrag beim 15. Internationalen Moskauer Filmfestival 1987, ohne jedoch dort einen Preis zu gewinnen.